# Jesus, dir leb ich
Jesus, dir leb ich ist ein Gebet der Hingabe an Jesus Christus aus der frühen Neuzeit. Mit der Melodie von Franz Bihler wurde es im 19. Jahrhundert zum katholischen Kirchenlied.

## Geschichte

### Textvorlage

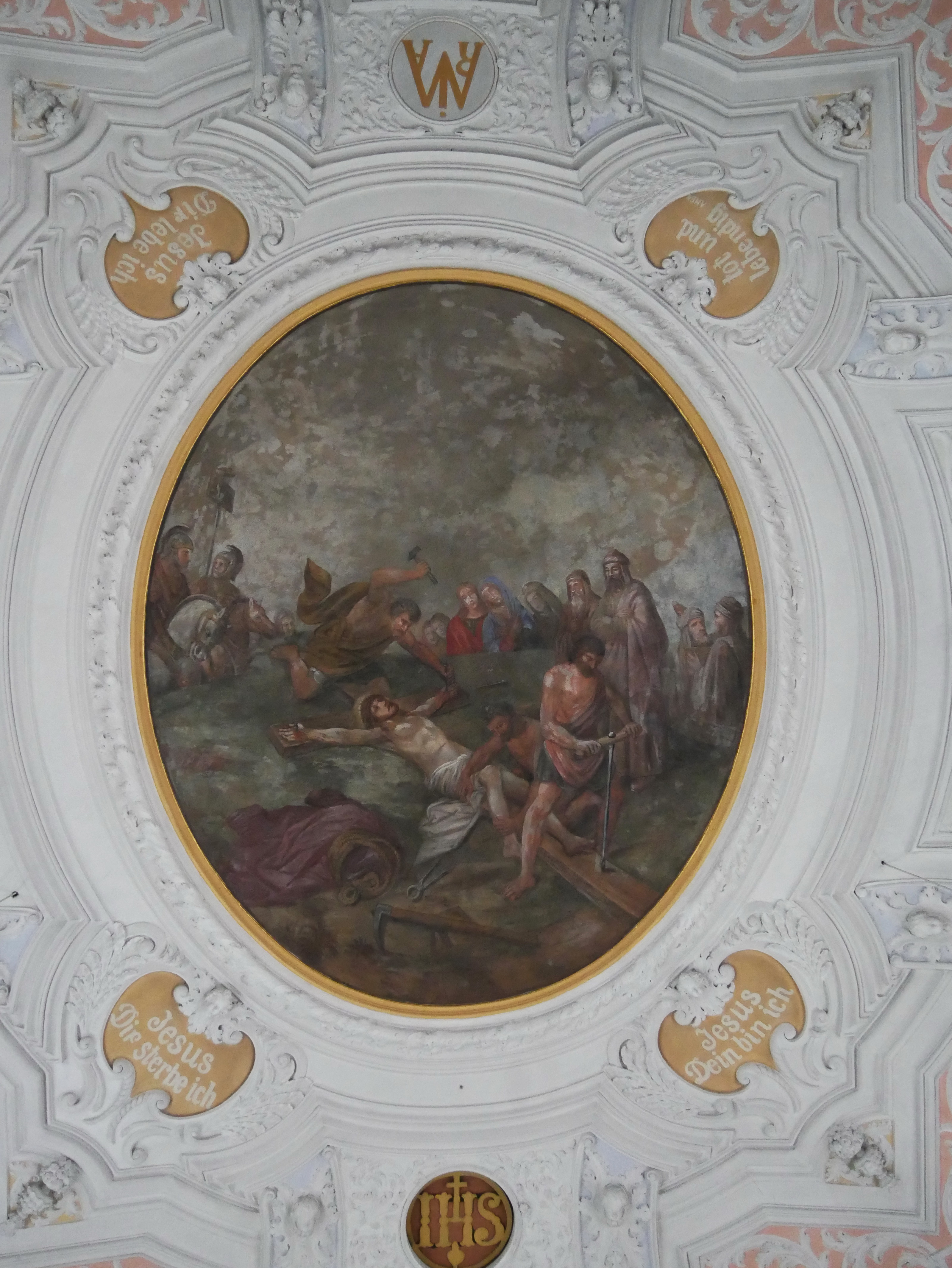
Deckengemälde Jesus wird ans Kreuz genagelt in St. Katharina (Tödtenried) (1720er Jahre) mit dem Jesus-Gebet in den vier Medaillons

Der Text ist eine Umformung der paulinischen Aussage Röm 14,8  zum individuellen Gebet:
| Leben wir, so leben wir dem Herrn, sterben wir, so sterben wir dem Herrn. Ob wir leben oder ob wir sterben, wir gehören dem Herrn. | Jesus, dir leb ich, Jesus, dir sterb ich. Jesus, dein bin ich im Leben und im Tod. |

In älterer Zeit lautete die Schlusszeile meist „Jesus, dein bin ich tot und lebendig“.

### Gebet
Das Gebet findet sich in katholischen, lutherischen und reformierten Andachtsbüchern zur Sterbevorbereitung sowie auf Grabsteinen der frühen Neuzeit, oft in lateinischen Fassungen wie:
Vivo tibi moriorque tibi, dulcissime Iesu.

Mortuus et vivus sum maneoque tuus.

(Ich lebe dir und ich sterbe dir, mildester Jesus.

Tot und lebendig bin und bleibe ich dein.)
Johann Adam Möhler schreibt in seiner Symbolik (1832): „Wir aber […] sprechen bei Emporhebung der Hostie, soweit die katholische Kirche reicht […]: «O Jesu, dir lebe ich, o Jesu, dir sterbe ich, o Jesu, dein bin ich todt und lebendig.»“

### Kirchenlied

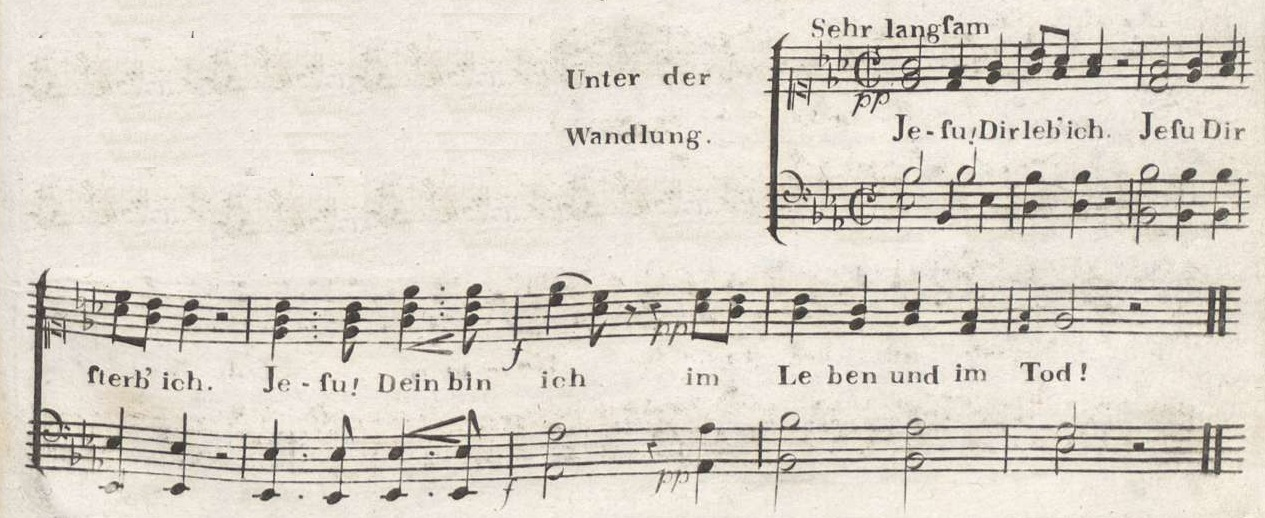
Franz Bihler: Jesu, Dir leb ich, um 1820
rahmenlos

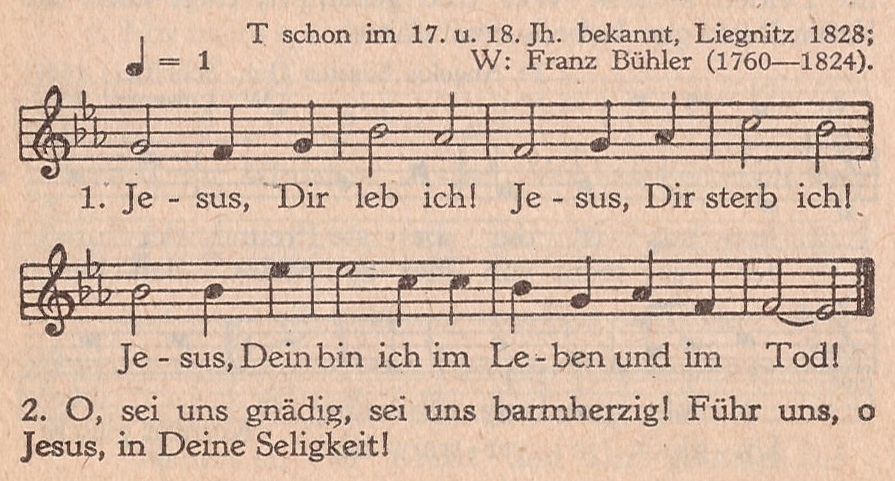
Jesus, Dir leb ich im alten Paderborner Diözesangesangbuch
rahmenlos

Um 1820 gaben Christoph von Schmid (Texte) und Franz Bihler (Musik) vier Hefte Christliche Gesänge für die öffentliche Gottesverehrung heraus. Das dritte Heft beginnt mit deutschen Gesängen zum „Traueramt“. Dort findet sich Bihlers Komposition Jesu! Dir leb’ ich mit der Bestimmung „Unter der Wandlung“ und der Ausführungsangabe „sehr langsam“. Der Gesang war zum Vortrag während des vom Priester still gebeteten Canon Missae in einer Messe für Verstorbene bestimmt.
Als Lied zur Wandlung, aber auch in eucharistischen Andachten wurde der Gesang rasch populär. Die Melodie wurde dabei rhythmisch vereinfacht. Dem Text wurde eine zweite Strophe hinzugefügt:
O sei uns gnädig,

sei uns barmherzig,

führ uns, o Jesus,

in deine Seligkeit.
Im gemeinsamen Teil des Gotteslob (1975) findet sich das volkstümliche Lied nicht. Dagegen wurde es ins Gotteslob (2013) aufgenommen (Nr. 367, Rubrik Jesus Christus). Die Verfasserangabe lautet dort: „T: 1. Str.: Martin Luther nach Röm 14,8, 2. Str.: Stuttgart 1838, M: Franz Bihler (1760–1823)“.